# Séduction
Cet article possède un paronyme, voir Subduction.
Cet article concerne le comportement. Pour le film italien, voir Séduction (film). Pour le journal français, voir Séduction (hebdomadaire).
 (novembre 2021).
- Si vous ne connaissez pas le sujet, laissez ce bandeau (vous pouvez alors contacter les auteurs).
- Si vous supprimez le contenu mis en cause (vous pouvez préalablement contacter les auteurs),

argumentez précisément cette suppression dans la page de discussion
(un manque de référence n'est pas un argument ; une recherche réelle de référence doit avoir été effectuée, être formellement documentée).

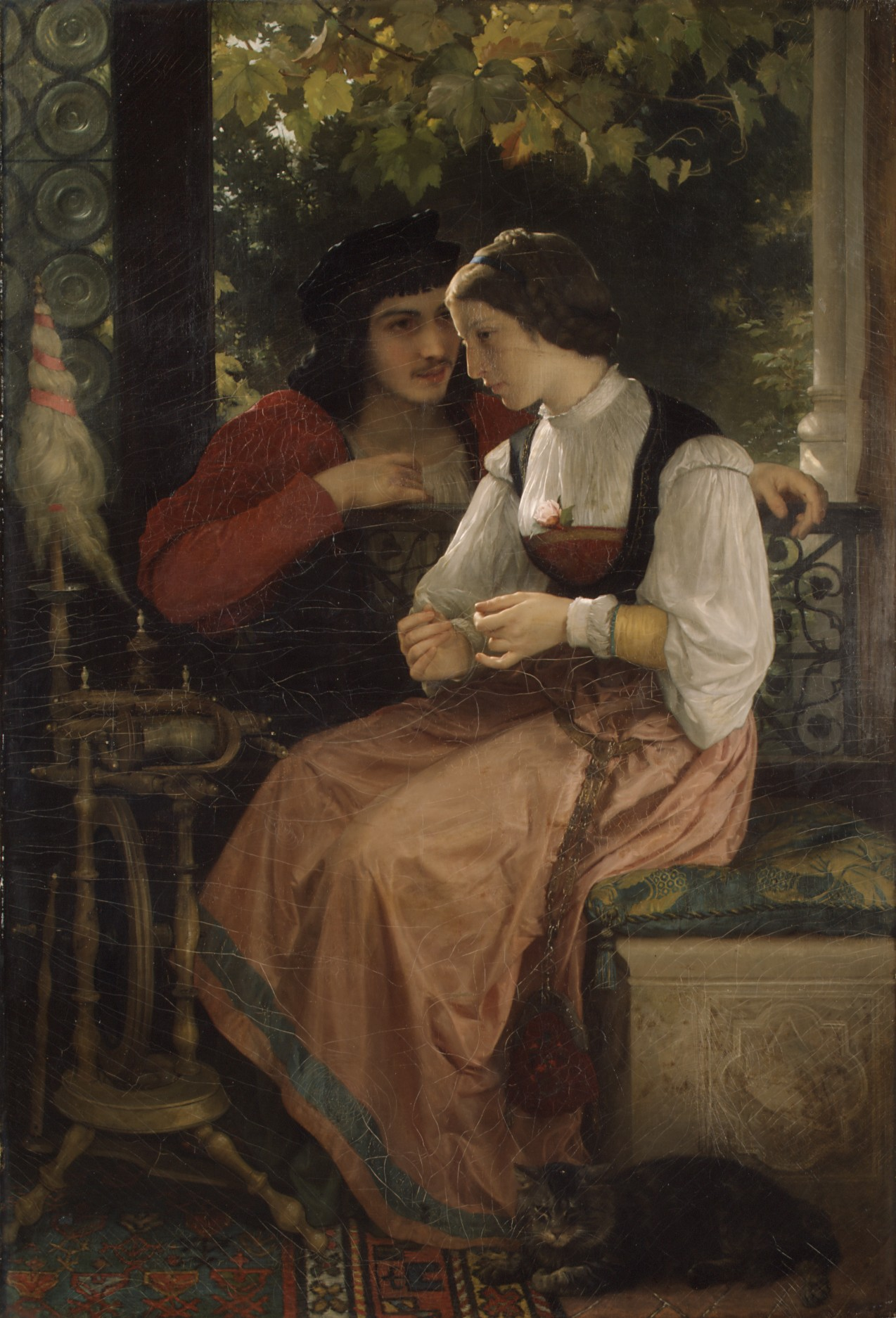
La Proposition (1872), de William-Adolphe Bouguereau (1825-1905).

La séduction désigne, en science sociale, un ensemble de procédés de manipulation visant à obtenir une faveur, donner une image avantageuse de soi ou susciter délibérément une émotion, une admiration, une attraction, voire un sentiment amoureux de la part d'un ou de plusieurs individus.
Elle possède, selon le but recherché, des connotations négatives si elle nuit à autrui, ou au contraire être perçue culturellement comme positive dans le cas par exemple de la séduction amoureuse pour laquelle elle est associée à une forte empathie.